# Schleinitzia
Genre
Schleinitzia est un genre de plantes à fleurs dicotylédones de la famille des Fabaceae, sous-famille des Mimosoideae, originaire de l'Asie du Sud-Est et d'Océanie, qui comprend cinq espèces acceptées.

## Étymologie
Le nom générique, « Schleinitzia », est un hommage à Georg von Schleinitz (1834-1910), premier gouverneur de la Nouvelle-Guinée allemande.

## Liste d'espèces
Selon The Plant List (23 novembre 2018) :
- Schleinitzia fosbergii Nevling & Niezgoda
- Schleinitzia hoffmannii (Vatke) Guinet
- Schleinitzia insularum (Guill.) Burkart
- Schleinitzia megaladenia (Merr.) P.Guinet & I.C.Nielsen
- Schleinitzia novo-guineensis (Warb.) Verdc.